# Adefesio
La palabra adefesio generalmente se asocia con algo ridículo, disparatado o feo.

## Origen
El término proviene del latín ad Ephesios refiriéndose a la Epístola a los efesios del apóstol San Pablo.
El escritor español Miguel de Unamuno (1864-1936) explica que el origen de "adefesio" se encuentra en la calidad de los consejos de san Pablo en esa epístola:

Que la esposa se someta a su marido como al Señor. En efecto, el marido es la cabeza de su esposa, como Cristo es cabeza de la iglesia, cuerpo suyo. Y así como la Iglesia se somete a Cristo, así también la esposa debe someterse en todo a su marido. Marido, ama a tu esposa como Cristo amó a la iglesia [...] y la bañó y la santificó mediante el bautismo de agua. Él mismo debía prepararla porque deseaba una iglesia espléndida, sin mancha ni arruga ni nada parecido. [...] Esclavo, obedece a tu patrón con temor y temblor, con corazón sencillo, como quien obedece a Cristo. No sirvas solamente cuando te vigilan, [...] sino que cumple de todo corazón la voluntad de tu patrón.
Efesios 5.22-27 y 6.5-6

Según el Diccionario histórico de la lengua española la palabra "adefesio" se basa en una historia acerca de un sacerdote católico que debía leer una de las Epístolas a los corintios (de san Pablo) y tomó por error la Epístola a los efesios, del mismo autor. Por esa razón las afirmaciones equivocadas se llamaron "adefesios".[cita requerida]
Un escritor católico[cita requerida] negó la veracidad de esa historia y sostuvo que adefesio pasó a significar ‘disparate’, ‘adorno ridículo’ o ‘persona muy fea’ debido a que durante el tiempo que permaneció en Éfeso, San Pablo corrió peligro y en una ocasión estuvo a punto de morir a manos del populacho incitado por los comerciantes y sacerdotes que vivían del culto a Diana (Artemisa). El Diccionario de la Real Academia Española se adhiere a esa opinión.
El filólogo Joaquim Vicenç Bastús y Carrera (Tremp, 1799 - Barcelona, 1873), en su refranero La sabiduría de las naciones o evangelios abreviados (1862) explica que la palabra "adefesio" podría proceder de la historia de Hermodoro, ciudadano de Éfeso de brillante posición pero que finalmente fue condenado al ostracismo. Desde entonces "hablar adefesios" (literalmente ‘hablar a los habitantes de Éfeso’) equivale a hablar inútilmente a personas que no hacen ningún caso de nuestras palabras.
El filólogo y periodista argentino Héctor Zimmerman, en el libro Tres mil historias de frases y palabras que decimos a cada rato (1999), afirma que "hablar adefesios" primero significó ‘hablar en balde’ y después ‘decir algo extravagante’. Más tarde el término habría pasado a las personas y a las ropas. "Andar hecho un adefesio" equivale hoy a ‘estar tan feo como ridículo’.